# Subotička filharmonija
Subotička filharmonija (srp. Суботичка филхармонија, mađ. Szabadkai Filharmónia) je orkestar iz Subotice. 
Utemeljen je 1908. godine. Svoje osnivanje duguje Đuri Arnoldu, a osnovao ju je Ernest Lányi.

## Povijest
Svoj prvi koncert je održala 12. veljače 1908. Stalnim dirigentom od prvog koncerta je bio poznati skladatelj Ernest Lányi, a svom sastavu je imala članove Gradskog orkestra te amaterske glazbenike. Do Prvog svjetskog rata je izvela 20 koncerata. Na nekim od tih koncerata su kao solisti sudjelovala i svjetski poznata glazbenička imena kao što su Pablo Casals, Béla Bartók, Jenő Hubay i Valborg Werbeck-Svärdström. Na repertoaru su izvodili od poznatijih autora, Mozarta, Beethovena, Schuberta, Tartinija i dr. 
Nakon Prvog svjetskog rata dugo vremena nije djelovala, čemu je pridonijela i smrt osnivača Ernesta Lányia. Tek 1931. su održali prvi koncert. Veliku ulogu u obnovi rada je imao glazbenik Ljudevit Újhazy. Tada im je dirigirao Mirko Kramer. Do rata su izveli 20 koncerata, a na repertoaru su od poznatijih autora, izvodili Beethovenova, Ravelova i Čajkovskova djela. 
U završnim mjesecima Drugog svjetskog rata je filharmonija obnovila rad. Već početkom 1945. je organizirala koncerte. Dirigirali su Željko Straka i Aleksandar Segedi. 1947. je njenim šefom-ravnateljem odnosno dirigentom bio Milan Asić. To je bilo malo zlatno razdoblje Subotičke filharmonije. Izvodila su se poznata djela svih poznatih skladatelja iz Jugoslavije, a gostovali su poznati dirigenti. Ukidanjem Opere je došlo do gubitka u orkestru, a time i padom kvalitete koncerata. 
Nakon što se umirovio Milan Asić, voditeljicom je postala Elvira Husar. Potom je orkestar vodio Matija Murenji. 
Rad joj je obnovljen 1997. povratkom maestra Berislava Skenderovića u Srbiju i Crnu Goru. Od 2001. je dijelom Muzičkog centra. Njegovim odlaskom 2006. je zapravo prestala postojati. 
20. ožujka 2007. je pokrenulo osnivanje "nove" Subotičke filharmonije, a inicijatori su bili Đuro Molnar, Miroslav Jovančić i Mirko Molnar. Tom prigodom je Nova Subotička filharmonija dobila i naziv na hrvatskom jeziku. Do tada je imala nazive na srpskom (ćirilićni) i mađarskom jeziku. Tom prigodom se odlučilo da u novom sastavu bude znatno veći broj Subotičana od dotadašnje prakse, a predvidilo se osnivanje i Gudačkog komornog orkestra koji će biti dijelom filharmonije, a koji će moći i samostalno nastupati
Subotička filharmonija njeguje dobru suradnju s komornim ansamblom Collegium Musicum Catholicum koji djeluje u Subotici u okviru Katoličkog instituta za kulturu, povijest i duhovnost „Ivan Antunović“.
Dugogodišnji violinist Subotičke filharmonije bio je Matija Molcer.